# Александър Панайотов
Александър Панайотов е български революционер, войвода на Вътрешната македоно-одринска реолюционна организация.

## Биография
Подпоручик Александър Панайотов е роден на 18 април в Търново. През 1901 г. завършва Военното училище в София и е изпратен в 17-и доростолски полк.
След решението на Солунския конгрес за вдигане на въстание в Македония и Одринско поручик Борис Сарафов събира чета, с която да навлезе в Македония, за да се включи в подготовката на въстанието. В средата на януари 1903 г. подпоручик Александър Панайотов напуска военна служба и се присъединява към четата на Сарафов. Четата се състои от 40 души и освен подпоручик Панайотов в нея влизат и други военни от Българската армия, между които поручик Димитър Стойков от Гайтаниново, патрулен юнкер Димитър Дечев от Стара Загора, фелдфебел Дачо Иванов от Княжево и фелдфебел Иван Попов от Лески. Всички те са предназначени за военни инструктори в различни райони в Македония.
На 26 януари 1903 г. четата преминава в Македония, като носи със себе си и 150 килограма динамит. На 1 март четата преминава река Вардар и навлиза в Битолски революционен окръг. Тук от четата се отделят няколко четници, които начело с подпоручик Панайотов и поручик Стойков са изпратени по искане на Битолския окръжен комитет в Крушевско, а останалите четници, начело със Сарафов продължават за Костурско.
Подпоручик Александър Панайотов участва в конгреса на Битолски революционен окръг, състоял се в село Смилево от 20 до 27 април, на който се избира главен щаб на въстанието и се набелязва тактиката на предстоящите бойни действия. Битолски окръг е разделен на по-малки райони и офицерите от Българската армия са натоварени да проведат обучение на назначените селски и районни войводи. Патрулен юнкер Димитър Дечев трябва да проведе обучението на войводите в Демирхисарски, Кичевски и Битолски райони, поручик Стойков – на войводите от Охридски район, подпоручик Тодор Христов – Офицерчето – на Кичевски, фелдфебел Иван Попов – на Костурско, подпоручик Георги Папанчев – на Лерински, а подпоручик Александър Панайотов е натоварен да проведе обучението на войводите в Ресенския и Преспанския райони.
Малко преди избухването на въстанието подпоручик Александър Панайотов е определен да ръководи бойните действия в Ресенския район, заедно с войводата Славейко Арсов.
На 20 юли (стар стил) 1903 г. избухва въстанието в Битолски революционен окръг. Подпоручик Александър Панайотов, начело на чета от 170 души обявява въстанието в Ресенско и заедно и заедно с другите войводи предприемат нападения срещу няколко села, в които има разположени турски гарнизони или башибозук.
Към средата на септември турските войски започват да вземат надмощие над въстаниците. Опожарени са десетки села, изоставени от населението. Основна задача на четите е да прикрива бягащото българско население.
На 21 септември 1903 г. подпоручик Александър Панайотов, с няколко четници, води сражение с турците в село Перово, Ресенско. Четата се прикрива в тръстиката на езерото. Турският башибозук, воден от Мурад Раме, запалва тръстиката и в огъня загиват подпоручик Александър Панайотов и неговите четници.
Името на Александър Панайотов носи македонското дружество в Търново през 20-те години на XX век.